# Eschweilera ovata
Eschweilera ovata là một loài thực vật có hoa trong họ Lecythidaceae. Loài này được (Cambess.) Mart. ex Miers mô tả khoa học đầu tiên năm 1874.

## Hình ảnh

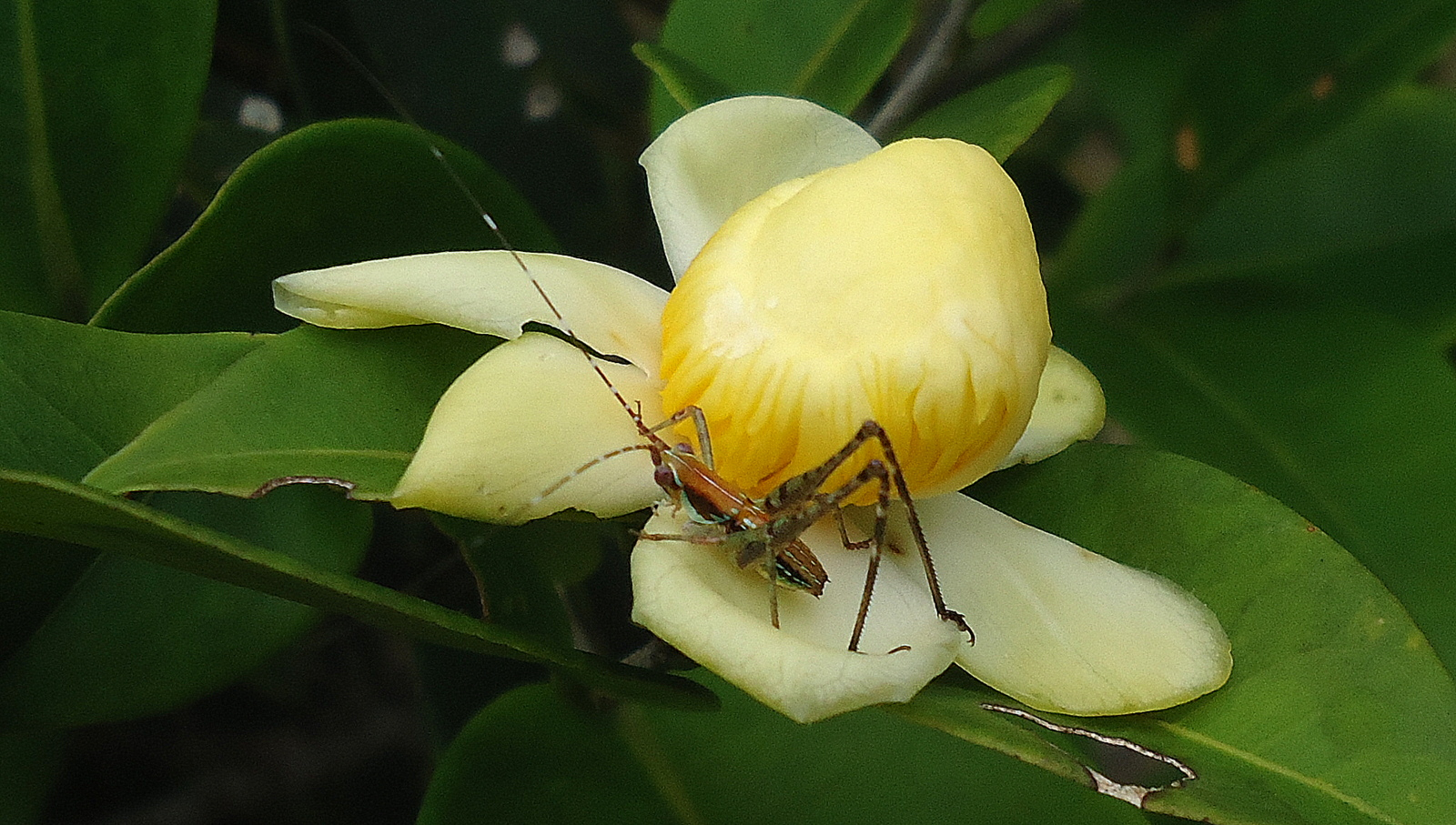